# John The Whistler
John The Whistler (рус. Джон Свистун) — музыкальный псевдоним Умберто Карли (Umberto Carli), бельгийского музыканта, родившегося в 1960-х годах в Африке. Первой известной работой Умберто Карли является песня «In The Name Of Love», которую он написал для Бекки Белл.
Он стал известен благодаря своей первой песне «I’m In Love» (2000), которая вошла в его дебютный альбом It’s Crazy (2001). John The Whistler’а продюсировала Edel Records (Germany & Denmark). Его песня «I’m In Love» появилась во многих танцевальных альбомах, включая Absolute Hits 2000 и Absolute Kids 2. А в хит-параде VG-lista песня заняла 5 строчку Композиция «Wild Wild Web» заняла 30-ю позицию в годовом чарте Европы Плюс за 2001 год.
Также Умберто Карли является автором нескольких песен Vox Angeli.

## Образ
John The Whistler является компьютерно-анимированным персонажем (как Холли Долли, Crazy Frog и Гуммибер). Персонаж John The Whistler представляет собой удивительное животное, похожее на бегемота, с большим носом и большими ушами, одетое в человеческую одежду. Отдалённо он напоминает одного из Хемулей - семейки своеобразных существ из цикла сказок о Муми-Троллях (как их изображала сама автор, Туве Янссон).

## Дискография
Альбомы
- 2001: It’s Crazy

Синглы
- 2000: I’m in love
- 2001: Tell me

Участие
- 1994: ky Bell — In The Name Of Love (автор песни)
- 2006: Melodi Grand Prix 2006 Kypros (deltager)